# Low Power Wide Area Network
Un réseau étendu à basse consommation (Low Power Wide Area Network ou LPWAN) est un type de réseau employé dans l'Internet des objets (Internet of Things ou IoT) et dans la communication intermachines (Machine to Machine ou M2M).
Les LPWAN, apparus dans la décennie 2010, constituent un nouveau modèle de communication dans l'IoT, à côté des réseaux sans fil à faible portée et des réseaux cellulaires conventionnels,. Ils proposent des compromis originaux répondant aux contraintes de contextes IoT de plus en plus répandus : un grand nombre d'objets, doté chacun d'une longue portée (quelques kilomètres) et traitant occasionnellement de petites quantités d'information, tout en maintenant une faible consommation électrique, l'alimentation s'effectuant le plus souvent par une pile devant durer plusieurs années.
On peut citer comme exemples d'application la gestion des places d'un parking (contexte smart city), la surveillance de surfaces cultivées (contexte smart farming), le comptage d'eau (contexte smart metering) ou le suivi de flottes (contexte asset tracking).
Cet article n'énumère pas les caractéristiques des différents LPWAN existants pris un par un. Pour cela on pourra se reporter aux liens internes. Au contraire, il situe les LPWAN dans le contexte des réseaux sans fil pour l'IoT puis recense leurs caractéristiques générales.

## Description

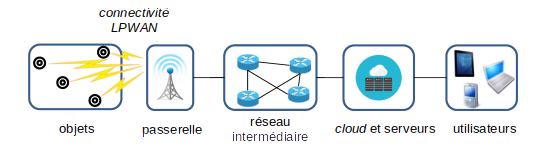
Architecture d'un réseau LPWAN

Dans sa forme la plus répandue, un LPWAN est constitué d'un nombre plus ou moins grand de nœuds terminaux (end nodes ou end devices), et d'une ou plusieurs passerelles (base station, gateway ou access point) avec lesquelles ils communiquent par ondes radioélectriques. À l'image de la gauche de la figure ci-contre, la plupart des LPWAN ont une topologie étoile.
Chaque nœud terminal est un objet connecté. Dans sa forme la plus simple il s'agit d'un capteur associé à un microcontrôleur relié à un circuit émetteur-récepteur sans fil (wireless transceiver). À son initiative, le microcontrôleur fait l'acquisition de la grandeur mesurée par le capteur, traite éventuellement celle-ci, puis l'émet grâce au transceiver ; c'est une transmission montante (uplink ou UL). Quand tout se passe bien, une (ou des) passerelle(s) reçoive(nt) la donnée émise.
Dans l'autre sens de circulation de l'information, plus rare, une passerelle peut envoyer des informations vers un objet. Cette transmission descendante (downlink ou DL) est utilisée par la passerelle pour, par exemple :
- signifier à l'objet qu'elle a bien reçu une mesure (acquittement),
- envoyer à l'objet des informations de reconfiguration, voire dans certains cas un nouveau firmware[note 1],
- envoyer à l'objet un signal de commande quand l'objet est un actionneur plutôt qu'un capteur.

Les passerelles d'un LPWAN sont aussi reliées via un réseau intermédiaire (backhaul network) à des serveurs connectés à Internet. Ainsi, les données de mesure peuvent être consultables via une application utilisateur et à l'inverse une application utilisateur peut envoyer des informations à l'objet.

## Réseaux pour l'IoT antérieurs aux LPWAN
Des réseaux, souvent antérieurs aux LPWAN, sont très utilisés dans l'IoT et continueront de l'être conjointement au développement des LPWAN. Ces réseaux ont leurs avantages propres mais nous mettons en évidence pour chacun, conjointement à un court descriptif, pourquoi ils ne peuvent être classés parmi les LPWAN : soit parce qu'ils n'ont pas le côté longue portée, soit parce qu'ils n'ont pas le côté basse consommation. Certains ne permettent pas non plus un nombre important d'objets.

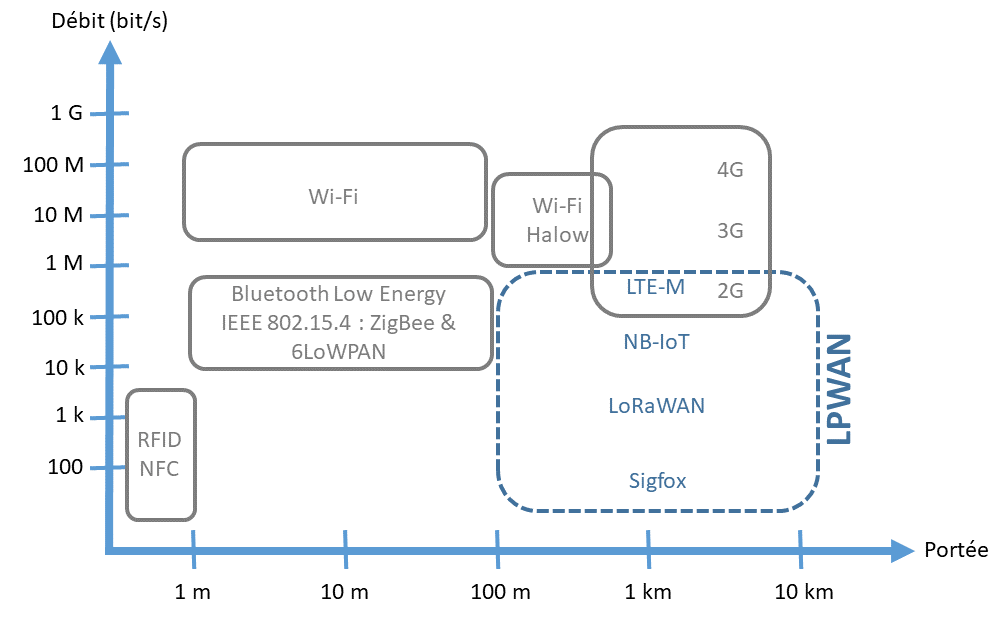
Diagramme indicatif (portée - débit) de quelques technologies sans fil

Nous présentons ces technologies en les classant selon leur portée. La vignette ci-contre montre qualitativement sur un diagramme portée - débit où les LPWAN se situent par rapport à ces réseaux. En outre, comme en première considération la consommation électrique d'une technologie est liée au débit d'information, ce diagramme permet de se fixer des ordres de grandeur quant aux consommations des technologies les unes par rapport aux autres.

### Réseaux à faible portée

#### RFID(RadioFrequency IDentification) etNFC(Near Field Communication)
RFID et NFC sont des technologies de communication à très faible portée (quelques mètres pour RFID, quelques centimètres pour NFC), utilisées par exemple dans les étiquettes d'identification d'articles de magasin ou dans le paiement sans contact à l'aide d'un smartphone. Elles ne sont pas détaillées dans cet article.

#### RéseauxWPAN(Wireless Personal Area Network)
- Réseaux basés sur IEEE 802.15.4 tels ZigBee ou 6LoWPAN : Ces implémentations se préoccupent de l'aspect basse consommation mais ont par contre une couverture assez faible, de l'ordre d'une centaine de mètres[3]. ZigBee permet des réseaux utilisés surtout dans la domotique. 6LoWPAN trouve quant à lui un exemple d'application dans les réseaux de capteurs sans fil (Wireless Sensor Network ou WSN). Moyennant une  configuration exigeante et un coût en ressources, ces réseaux peuvent être résilients face à une rupture de lien, une erreur de nœud ou la mobilité d'un nœud[4]. Les topologies (étoile, mesh, arbre) sont plus variées que celles des LPWAN mais un routage multi-hop est nécessaire, ce qui peut nuire à l'autonomie énergétique de certains nœuds[5]. Les objets d'un réseau 6LoWPAN jouissent toutefois de l'adressage IPv6, critère pouvant être décisif. Au niveau du débit, ZigBee oscille entre 20 kbit/s et 250 kbit/s.
- Réseaux Bluetooth : Les usages classiques domestiques du Bluetooth (enceinte, montre connectée, etc.) permettant de constituer des réseaux de quelques objets sont connus du grand public. Selon les usages, les débits peuvent aller de quelques dizaines à quelques centaines de kbit/s. À partir de sa version 4.2 le Bluetooth Low Energy (BLE) prend en charge 6LoWPAN[6], ce qui laisse entrevoir la constitution de réseaux plus denses. Mais dans tous les cas la portée de quelques dizaines de mètres en l'absence d'obstacle n'a aucun rapport avec celles à l'œuvre dans les LPWAN.

#### RéseauxWLAN(Wireless Local Area Network) basés surIEEE 802.11a/b/g/n/ac
Le Wi-Fi "conventionnel", puisque c'est de cela qu'il s'agit, est caractérisé par des débits élevés (quelques centaines de Mbit/s pour 802.11ac), une facilité de déploiement et une interopérabilité importante. Cela dit sa consommation relativement conséquente et sa faible portée (quelques dizaines de mètres) en font rarement un choix idéal pour des objets sur batterie très éloignés d'une passerelle (un routeur Wi-Fi dans ce cas). Il faut toutefois noter le développement de l'amendement IEEE 802.11ah (Wi-Fi Halow) clairement orienté IoT, qui, avec un choix de fréquence dans une bande ISM Sub-1 GHz, permet, par rapport aux deux autres bandes ISM 2,4 GHz et 5 GHz utilisé par le Wi-Fi conventionnel, de mieux franchir les obstacles et d'obtenir une plus grande portée (plusieurs centaines de mètres) tout en consommant moins. Le débit peut aller jusqu'à plusieurs dizaines de Mbit/s. La portée n'est cela dit pas à la hauteur de celle des LPWAN.

### Réseaux à longue portée
Il s'agit des réseaux cellulaires de téléphonie conventionnels type 2G, 3G et  4G. Puisque de nombreux cas d'usage de l'IoT réclament désormais des portées élevées de la part des objets (quelques kilomètres), les technologies cellulaires semblent toutes indiquées étant donné des portées du même ordre entre un appareil cellulaire et son antenne relais. Cette réflexion est cela dit vite démontée. En effet, au fur et à  mesure de l'évolution des normes de la téléphonie cellulaire, la tendance a été au sein d'une cellule de garantir pour un petit nombre d'utilisateurs toujours plus de bande passante pour le multimédia (1 Gbit/s théorique annoncé pour la 4G), et ce au prix d'une consommation conséquente des appareils. Dans le contexte IoT qui nous préoccupe, c'est un peu l'opposé que l'on recherche, à savoir : des nœuds terminaux en grand nombre autour d'une passerelle, un bas débit (low throughput) de transmission des données et une faible consommation. Heureusement, l'organisation de standardisation 3GPP a proposé en 2016 des normes de réseaux cellulaires pour l'IoT, ceux-ci se classant parmi les LPWAN.

## Panorama des LPWAN
En 2018, on évalue à 25% la part des objets connectés prenant place dans des LPWAN,.
Les LPWAN présentent plus d'une dizaine d'implémentations très hétérogènes quant à la portée des nœuds, le débit atteignable, la modulation utilisée, le côté propriétaire ou ouvert de certaines couches, l'utilisation de bandes ISM ou de bandes licenciées, la nécessité de souscription auprès d'un opérateur, etc.
On peut cela dit les classer en deux catégories :
- Ceux utilisant des bandes ISM (ne nécessitant pas de licence, comme par exemple en Europe les bandes 433 MHz, 868 MHz et 2,4 GHz). Sans tenter d'être exhaustif, on peut citer :
  - Sigfox,
  - LoRaWAN,
  - Wize,
  - Ingenu,
  - Telensa,
  - IEEE 802.15.4k,
  - IEEE 802.15.4g,
  - Weightless-W / Weightless-N / Weightless-P
  - DASH7.

En France, Sigfox, LoRaWAN et Wize ont un déploiement significatif : Sigfox, à la fois opérateur et pourvoyeur de sa solution technologique, a une couverture quasi nationale en 2019; LoRaWAN dispose d'une couverture comparable grâce aux opérateurs Bouygues Telecom et Orange qui, moyennant un abonnement, offrent un accès à leur infrastructure LoRaWAN. Wize dispose du plus grand réseau IoT européen de par le déploiement de 15 millions de compteurs communicants par GRDF. Citons également le déploiement de 5 millions de tels compteurs par Suez en Europe, Asie, Amérique du Sud et Afrique du Nord. La technologie Wize permet également de créer des réseaux privés, la technologie étant libre de droit.
- Ceux utilisant des bandes licenciées. Ils  correspondant aux réseaux cellulaires pour l'IoT, à savoir EC-GSM-IoT, NB-IoT et LTE-M, proposés dans la release 13 (2016) de 3GPP. Ces réseaux partent de normes de réseaux cellulaires existantes, ensuite optimisées pour l'IoT, notamment au regard de la consommation (plus faible) et du débit (plus faible) :
  - EC-GSM-IoT (EC signifiant Extended Coverage) est une adaptation des réseaux 2G GPRS, historiquement assez utilisés dans la communication M2M. Aucun opérateur ne propose ce standard en France. De plus, dans certains pays, la 2G va être stoppée pour récupérer ses bandes de fréquences.
  - LTE-M, également appelé eMTC (enhanced Machine Type Communication) ou LTE Cat M1, dérive du standard LTE[13] (Long Term Evolution) de 3GPP apparu entre la fin de la 3G et le début de la 4G. L'opérateur Orange affirme en 2019 couvrir 98 % de la population française en LTE-M[14]. Le débit maximum est de 1 Mbit/s, le transport de SMS, voix, images et vidéos est possible[15].
  - NB-IoT (Narrow Band IoT), également appelé LTE Cat NB1, dérive aussi de LTE. En France, l'opérateur SFR a déployé un réseau national NB-IoT en 2019[16]. Le débit maximum est d'environ 100 kbit/s soit 10 fois moins que celui de LTE-M mais la consommation est moindre.

La 5G, dont les standards sont aussi définis par 3GPP et qui est déployée en France à partir de 2020, intègre trois dimensions :
- l'accès en mobilité à très haut débit,
- les missions critiques,
- le déploiement massif des objets connectés à très faible énergie.

LTE-M et NB-IoT sont les supports de la dernière dimension, ce qui leur donne une bonne visibilité pour les années à venir. En outre, concernant le déploiement, il y a peu de coût d'infrastructure : LTE-M ne nécessite qu'un changement de logiciel des stations de base LTE et NB-IoT requiert certes des modems mais de faible coût. On pourra se reporter à l'article 5G pour l'Internet des objets pour plus de détails.

## Caractéristiques générales des LPWAN
Dans cette section, on tente de donner les caractéristiques qualitatives communes à toutes les implémentations de LPWAN.

### Longue portée, faible débit (long range, low data rate)
De manière générale, dans un LPWAN, un nœud et une passerelle doivent pouvoir communiquer sur une distance de quelques kilomètres en environnement urbain et sur des distances encore plus grandes en environnement rural. L'intérieur des bâtiments doit optionnellement pouvoir être atteint (indoor coverage). Une conséquence intéressante est le coût raisonnable du déploiement d'une infrastructure LPWAN puisque peu de passerelles sont a priori nécessaires pour une grande surface à couvrir. La Belgique (30 500 km2) a son réseau Sigfox assuré avec sept passerelles.
Pour parvenir à de telles portées, des choix technologiques ont été faits :
- La plupart des implémentations de LPWAN travaillent dans une bande de fréquences dite "Sub-1GHz" (juste en dessous de 1 GHz). Par rapport à des fréquences plus élevées (comme 2,4 GHz ou 5 GHz), de telles fréquences permettent à un émetteur, toute chose étant égale par ailleurs, d'atteindre un récepteur situé plus loin, ainsi que le montre l'Équation de Friis. Une autre façon de voir les choses est que pour atteindre un même récepteur dans les mêmes conditions de réception, il faut moins de puissance d'émission (et donc moins d'énergie électrique) avec des fréquences Sub-1 GHz qu'avec des fréquences plus élevées. En outre, en Sub-1 GHz, les signaux sont moins atténués par des obstacles comme le béton et l'atténuation multitrajet est moindre. Enfin, cette bande de fréquence est certes encombrée mais elle l'est moins que la bande 2,4 GHz, utilisée par Wi-Fi, Bluetooth et ZigBee par exemple.

- Ensuite, les modulations implémentées au niveau de la couche PHY des objets ont été conçues en choisissant des débits de données (data rate) très faible par rapport à ce qui était envisagé jusqu'alors. De ce fait, chaque bit ou symbole est transmis avec plus d'énergie, ce qui permet d'utiliser des récepteurs avec une sensibilité de seulement -130 dBm[19]. C'est 1000 fois moins que les -100 dBm moyen des réseaux pour l'IoT basse portée ou cellulaires présentés plus tôt. On peut donc aller beaucoup plus loin avant d'obtenir un signal trop atténué mal interprété par le récepteur. C'est essentiellement dans ce nouveau compromis débit / portée que réside l'innovation des LPWAN.

Transmettre une information à très bas débit est donc une idée séduisante. Son implémentation n'est cela dit pas simple eu égard à la précision en fréquence (20 ppm) des quartz utilisés dans les systèmes de communication. Par exemple, une fréquence théorique de porteuse à 870 MHz présente une tolérance de 17 kHz. Or, en première approximation, la largeur de spectre nécessaire pour transmettre une information à D bit/s est de l'ordre de D Hz. Ainsi, côté émetteur, nous avons par exemple 100 Hz autour de la fréquence centrale de porteuse pour transmettre une information de débit 100 bit/s. À l'arrivée, côté récepteur, il y a peu de chance que cette bande étroite de 100 Hz se retrouve autour de la même fréquence centrale qu'à l'émission, compte tenu des tolérances sur les fréquences centrales des deux côtés. Deux classes de modulation existent pour répondre à cette problématique. Nous les citons sans rentrer dans les détails :
- Les modulations à bande étroite (narrowband modulations) sont utilisées par exemple par le nouveau standard cellulaire pour l'IoT nommé NB-IoT. Quant à la solution Sigfox, elle pousse le concept encore plus loin par le choix de la modulation UNB (Ultra Narrow Band, canaux de 100 Hz seulement). Pour celle-ci, la portée peut atteindre plusieurs dizaines de kilomètres en environnement rural, au prix bien sûr d'un débit extrêmement faible, 100 bit/s maximum en montée.
- Les modulations à étalement de spectre (spread spectrum modulations) sont par exemple utilisées par la solution LoRa (technologie de type Chirp Spread Spectrum ou CSS) et la solution Ingenu (technologie de type Direct-sequence spread spectrum ou DSSS).

### Faible consommation (low power)
Il est de plus en plus de contextes IoT où, pour des raisons pratiques et/ou pour diminuer les coûts d'installation et d'exploitation, les objets sont alimentés par pile. Pour que celle-ci dure le plus longtemps possible, la consommation des objets, majoritairement due à leur partie radio, doit être la plus faible possible. Des durées de vie de pile jusqu'à 10 ans sont souvent annoncées comme argument d'appel pour les technologies basées sur des LPWAN. Ces durées n'étaient jamais atteintes dans les réseaux pour l'IoT basse portée ou cellulaires présentés plus tôt dans cet article.
Pour parvenir à ces faibles consommations :
- Les LPWAN observent presque systématiquement une topologie étoile. Celle-ci, outre un déploiement économique, permet une faible consommation électrique globale du réseau constitué par les objets et les passerelles. En effet, les objets sont reliés directement à une (ou des) passerelle(s) sans nécessité d'implémenter un quelconque routage consommateur d'énergie[22].
- Implémentée dans la couche MAC des objets, la méthode d'accès au support est plus simple chez les objets des LPWAN que chez les objets des réseaux à faible portée ou cellulaires conventionnels. Pour prendre le cas extrême, la MAC est de type ALOHA dans les réseaux LPWAN comme LoRaWAN ou Sigfox. La consommation électrique et le coût de production des transceivers équipant ces exemples sont donc plus faibles.
- Quand c'est possible, les objets au sein des LPWAN observent un fonctionnement intermittent. Il est par exemple envisageable qu'ils se réveillent uniquement quand ils ont une donnée à transmettre à la passerelle. Ils peuvent aussi n'écouter la passerelle qu'à certains moments choisis, par exemple après avoir réalisé une émission[note 2]. Évidemment, dans ces conditions, la latence des communications passerelles-objets n'est pas maîtrisée.

Remarque : Les nœuds (objets et passerelles) d'un réseau utilisant les bandes ISM ne peuvent accéder à celles-ci qu'une certaine fraction du temps (duty-cycle) afin que tout le monde puisse s'en servir. En Europe, c'est l'organisme de normalisation ETSI qui fixe ces accès. Par exemple, pour la sous-bande 868.0 - 868,6 MHz, le duty-cycle est de 1%, ce qui signifie que dans une heure glissante un objet ou une passerelle ne peuvent transmettre plus de 36 secondes. La puissance maximale d'émission est également imposée. Elle vaut 25 mW (14 dBm) pour la sous-bande prise en exemple. Ces contraintes ont un effet bénéfique sur la consommation.

### Faibles coûts des objets, de leur exploitation et du déploiement du réseau
Le succès des LPWAN est conditionné à leur faible coût. Un coût d'achat de 5 $ pour l'objet et un coût de connexion de 1 $ / objet / an sont cités comme ordre de grandeur. C'est davantage pour les LPWAN utilisant les bandes licenciées.
- Déjà évoquée, la réduction de la complexité matérielle baisse non seulement la consommation électrique mais aussi le coût de l'objet.
- Le fonctionnement sur pile pendant plusieurs années évite une maintenance énergétique coûteuse.
- Le cas échéant, l'utilisation des bandes ISM permet une exploitation gratuite du spectre dans le cas de la constitution d'un réseau privé ou bien elle influe favorablement le coût des abonnements dans le cas de l'utilisation d'un réseau public.
- Enfin, la portée de plusieurs kilomètres des nœuds réclame le déploiement de peu de passerelles pour une zone géographique donnée à couvrir.

### Grand nombre d'objets connectés
Un des challenges de l'IoT concerne la quantité d'objets à connecter. En 2018, il y en avait 7 milliards et on évalue leur nombre à 21.5 milliards en 2025. Les LPWAN vont prendre leur part dans cette croissance grâce à la scalabilité qu'ils permettent. En effet :
- Les objets sont à faible consommation et à bas coût.
- Plusieurs communications peuvent avoir lieu en même temps par l'usage de canaux et d'antennes multiples.
- Des mécanismes d'adaptation sont prévus pour choisir le meilleur canal, la meilleure modulation et adapter le débit en fonction des conditions.
- Pour certaines technologies, la redondance de message améliore le taux de succès des transmissions.

Cela dit, il y a une différence entre les LPWAN exploitant les réseaux cellulaires pour l'IoT (LTE-M, NB-IoT) et ceux comme Sigfox, LoRaWAN ou Wize exploitant les bandes ISM. Dans le premier cas, au prix d'un coût financier et énergétique, on a des bandes réservées permettant une gestion fine de la coordination entre éléments, procurant une Qualité de Service (Quality of Service ou QoS) avec des latences maîtrisées (de l'ordre de 10 ms pour LTE-M, jusqu'à 10 s pour NB-IoT). Dans le second cas, malgré les mécanismes évoqués, les collisions sont nombreuses (en raison de la simplicité de la couche MAC), le QoS n'est pas défini et la scalabilité n'est pas aussi bonne (ordre de grandeur : quelques milliers de nœuds par passerelle LoRaWAN).

## Quelques exemples de technologies LPWAN
Nous avons choisi de présenter les caractéristiques de seulement quatre exemples de réseaux LPWAN, deux de type bas débit fonctionnant sur les bandes ISM, LoRaWAN et Sigfox, et deux fonctionnant sur des bandes licenciées de téléphonie cellulaire : NB-IoT et LTE-M.
Les chiffres ont été obtenus en croisant les données présentes dans les références citées en bibliographie. Il s'agit surtout de donner des ordres de grandeur et de montrer la grande hétérogénéité des caractéristiques des réseaux LPWAN. 
|                                                              | Sigfox                                                                     | LoRaWAN                                                                    | NB-IoT                                             | LTE-M                                     |
| ------------------------------------------------------------ | -------------------------------------------------------------------------- | -------------------------------------------------------------------------- | -------------------------------------------------- | ----------------------------------------- |
| Modulation                                                   | UNB DBPSK (UL), GFSK (DL)                                                  | CSS - Modulation LoRa                                                      | QPSK                                               | 16 QAM                                    |
| Bande                                                        | Sub-1 GHz ISM : 868 MHz (Europe) 915 MHz (Amérique du Nord) 433 MHz (Asie) | Sub-1 GHz ISM : 868 MHz (Europe) 915 MHz (Amérique du Nord) 433 MHz (Asie) | Licenciée LTE 700-900 MHz                          | Licenciée LTE 700-900 MHz                 |
| Débit                                                        | 100 bit/s (UL) / 600 bit/s (DL)                                            | 0.3 à 37.5 kbit/s                                                          | 100 kbit/s                                         | 1 Mbit/s                                  |
| Portée                                                       | 10 km (urbain) / 50 km (rural)                                             | 5 km (urbain) / 15 km (rural)                                              | 1 km (urbain) / 10 km (rural)                      | < 10 km                                   |
| MAC                                                          | ALOHA                                                                      | ALOHA                                                                      | SC-FDMA (UL) / OFDMA (DL)                          | SC-FDMA, 16 QAM (UL) / OFDMA, 16 QAM (DL) |
| Topologie                                                    | étoile                                                                     | étoile d'étoiles                                                           | étoile                                             | étoile                                    |
| Charge utile max. (octets)                                   | 12 (UL) / 8 (UL)                                                           | jusqu'à 250                                                                | 1600                                               | au moins 1000                             |
| Sécurité sur la partie radio : authentification, chiffrement | pas de chiffrement par défaut                                              | AES 128 bits                                                               | basée sur LTE                                      | basée sur LTE                             |
| Mise à jour Over The Air du firmware                         | non                                                                        | possible mais complexe                                                     | possible                                           | possible                                  |
| QoS                                                          | non                                                                        | non                                                                        | définissable                                       | définissable                              |
| Scalabilité                                                  | +                                                                          | +                                                                          | ++                                                 | ++                                        |
| Mobilité                                                     | Oui. Les objets joignent plusieurs passerelles.                            | Oui. Les objets joignent plusieurs passerelles.                            | Non (pas de handover supporté). Pour objets fixes. | Oui (handover supporté)                   |
| Durée de vie de batterie                                     | > 10 ans                                                                   | 10 ans                                                                     | <10 ans                                            | << 10 ans                                 |
| Coût (objets, exploitation)                                  | $                                                                          | $$                                                                         | $$$                                                | $$$                                       |
| Technologie propriétaire                                     | toute la pile                                                              | couche PHY                                                                 | toute la pile                                      | toute la pile                             |
| Organisme de standardisation (SDO) ou Groupe d'intérêt (SIG) | pas pour l'instant (2020)                                                  | LoRa Alliance (SIG)                                                        | 3GPP (SDO)                                         | 3GPP (SDO)                                |
| Déploiement                                                  | opérateur Sigfox                                                           | opérateurs / réseau privé                                                  | opérateurs                                         | opérateurs                                |

## Challenges et perspectives dans les LPWAN

### Nécessité de standardisation
- Les LPWAN constituent un nouveau type de réseaux pour l'IoT, avec plus d'une dizaine de solutions proposées. Même si quelques technologies s'imposeront, le besoin de standardisation est important. Ainsi, l'ETSI (European Telecommunications Standards Institute) a par exemple proposé en 2014 le standard LTN (Low Throughput Network) à l'attention des solutions LPWAN à faible débit. Une architecture fonctionnelle ainsi que des interfaces et protocoles sont définis sans toutefois imposer la couche PHY. Sigfox, Telensa et Semtech (à l'origine de la modulation LoRa) sont impliqués dans cette standardisation[29].
- Il n'y a pas de bande ISM unique Sub-1 GHz dans le monde. Par exemple, en Europe, on dispose de la bande des 868 MHz alors qu'aux États-Unis il s'agit de la bande des 915 MHz. La bande 2,4 GHz est commune au monde mais elle est moins intéressante du point de vue de la portée.

### Sécurité
- En aval de la passerelle, les matériels rencontrés (réseau intermédiaire, serveurs) implémentent des mécanismes classiques de chiffrement et authentification. Ces matériels ne sont pas contraints quant aux ressources. Sur la partie radio (objets - passerelle), on a affaire à des communications sans fil certes souvent chiffrées et authentifiées mais qui sont par nature ubiquitaires. La gestion de la sécurité est donc complexe puisque les signaux transportés peuvent être facilement capturés par des attaquants équipés de circuits d'espionnage dédiés à un protocole ou de radio logicielles (Software-Defined Radio ou SDR) génériques. La synthèse de signaux par les attaquants est également possible avec ce type d'appareils. Il faut donc anticiper les réponses à des questions comme : "Une écoute passive peut-elle révéler des informations ?", "Comment l'objet A peut-il être sûr que c'est bien la passerelle B qui lui parle ?" ou "Que se passe-t-il en cas de brouillage ?". Le challenge est dans l'implémentation de systèmes de défense et de prévention dans des objets qui sont à faibles ressources. Il faut noter qu'une technologie comme Sigfox ne prévoit pas par défaut le chiffrement des communications radio, c'est au développeur de gérer cet aspect s'il le souhaite.
- La mise à jour Over The Air du firmware de l'objet est complexe voire impossible dans le cas des réseaux LPWAN bas débit. C'est un problème dans le sens où, au cours de la vie d'un objet, des vulnérabilités peuvent apparaître sans qu'il y ait possibilité de mettre à jour son micrologiciel.

### L'arrivée de NB-IoT et LTE-M et leur intégration dans la 5G
L'arrivée des réseaux cellulaires pour l'IoT NB-IoT et LTE-M, déjà déployés en France en 2020 et qui feront partie intégrante de la 5G, risque de fortement redessiner le paysage des LPWAN dans les années à venir. Plus grand débit, existence d'une Qualité de Service, faible latence et roaming sont des avantages importants, à contrebalancer toutefois avec une consommation électrique et des coûts d'exploitation plus élevés que ceux des réseaux LPWAN type Sigfox ou LoraWAN.
Quant à ces derniers réseaux, c'est justement en regard de leurs aspects très faible consommation et très bas coût qu'ils vont pouvoir poursuivre leur développement en complétant les réseaux cellulaires pour l'IoT,. En outre, la possibilité avec LoRaWAN ou Wize de pouvoir constituer un réseau privé sans passer par un opérateur est un avantage sur ses concurrents.